# Pârâul Verde, Șoimu
Pârâul Verde (sau Râul Verdele) este un curs de apă, afluent al râului Șoimu.